# Biblioteca Vasconcelos
La Biblioteca Vasconcelos, anche conosciuta semplicemente come la Vasconcelos, è una biblioteca di Città del Messico, situata nell'area settentrionale della città, nella Delegazione Cuauhtémoc. Dedicata al filosofo José Vasconcelos, con i suoi 38 000 m² di superficie e le sue 575 000 opere librarie, è la biblioteca più grande dell'America Latina.
Costruita su progetto dell'architetto messicano Alberto Kalach e inaugurata il 16 maggio 2006 dal presidente del Messico Vicente Fox, nel marzo 2007 fu chiusa per difetti di costruzione e riaperta 22 mesi dopo, nel novembre 2008, in seguito ad importanti e costosi interventi di consolidamento delle strutture.